# Kunsthalle Wien

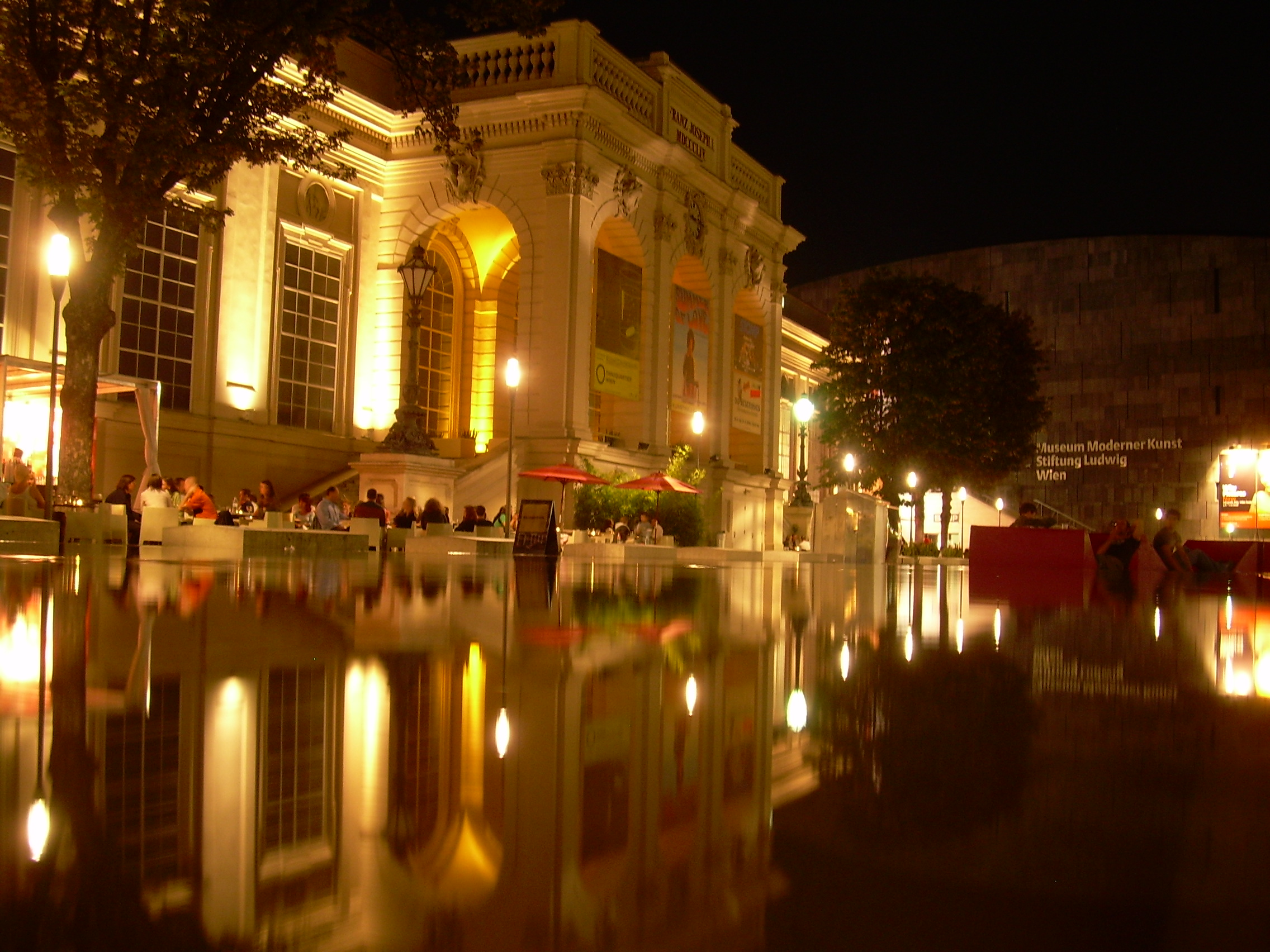
Kunsthalle Wien nocą

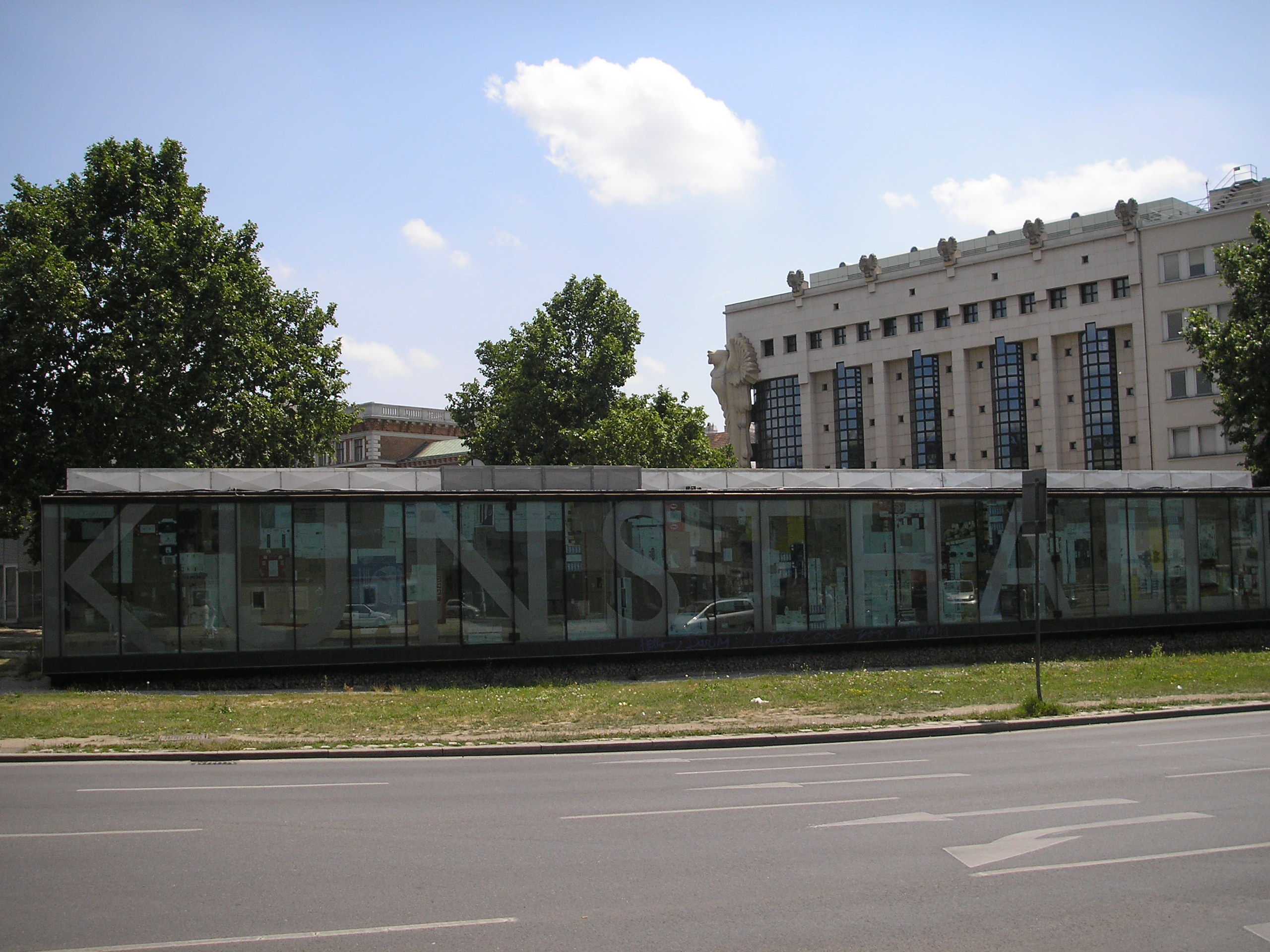
Centrum performance na Karlsplatz

Kunsthalle Wien jest galerią sztuki współczesnej, znajdującą się w MuseumsQuartier w centrum Wiednia. Dysponuje dwoma miejscami wystawowymi, w MuseumsQuartier oraz na pl. Karola (Karlsplatz).

## Historia obiektów
Pierwszą siedziba galerii był żółty budynek przy Karlsplatz, zaprojektowany przez Adolfa Krischanitza. Przypominał on kontener transportowy co wywołało spore kontrowersje wśród wiedeńczyków. Jednak główna siedziba Kunsthalle powstała wraz z rewitalizacją barokowych stajni cesarza Karola VI (wybudowanych w latach 1713–1725), dokonaną w 2001 r.

## Popularność
Przez New York Timesa nazwana została w 2001 r. mekką dla przedstawicieli sztuki nowych mediów. Od początku istnienia odwiedziło ją ponad milion osób. Do tej pory na 70 wystawach, ponad 1000 artystów, zaprezentowano niemal 100 000 dzieł. Plasuje to Kunsthalle Wien wśród jednych z najczęściej odwiedzanych galerii sztuki współczesnej w Europie.
W 2002 r. włoski magazyn ARTE sklasyfikował Kunsthalle Wien wśród sześciu najlepszych instytucji prezentujących sztukę współczesną w Europie (m.in. obok londyńskiego Tate Modern, paryskiego Centrum Pompidou czy Muzeum Guggenheima w Bilbao).

## Dzieła
Galeria prezentuje szerokie spektrum sztuki, od fotografii i kinematografii do instalacji. Zakres czasowy prezentowanych dzieł, to nurty od modernizmu do zupełnie współczesnych prac z całego świata.
Część wystawy poświęcona jest przeglądowi twórczości najważniejszych austriackich modernistów tworzących sztukę tego kraju po 1945 r.